# NGC 6697
NGC 6697 (другие обозначения — PGC 62354, UGC 11349, MCG 4-44-14, ZWG 143.21) — эллиптическая галактика (E) в созвездии Геркулес.
Этот объект входит в число перечисленных в оригинальной редакции «Нового общего каталога».